# Red House Report

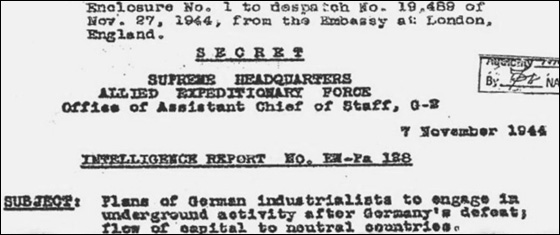
Begin van de eerste pagina van het rapport

Het Red House Report is de informele Engelse naam voor een rapport van de United States Secret Service bekend als EW-Pa 128, gedateerd 27 november 1944, dat gebaseerd is op informatie verstrekt door een Franse spion werkzaam voor het Franse Deuxième Bureau die op 10 augustus 1944 aanwezig was bij een geheime bijeenkomst van de nazi-top en Duitse industriëlen in hotel Maison Rouge in Straatsburg, Frankrijk.
Tijdens de bijeenkomst werd besproken hoe Duitsland na de val van het Derde Rijk een nieuw Vierde Rijk kon oprichten. Bedrijven moesten daarvoor een ondergronds netwerk oprichten dat ervoor moest zorgen dat wanneer de oorlog voorbij zou zijn de wederopbouw werd versneld, waarbij men naar een nieuwe machtsovername toewerkte.
Het rapport werd verzonden naar de Amerikaanse minister van Buitenlandse Zaken Cordell Hull.
Het rapport beschrijft verscheidene gebeurtenissen die parallel lopen met de oprichting en opbouw van de Europese Unie.

## Achtergrond
Tijdens de bijeenkomst stelde SS-Obergruppenführer Scheid dat de oorlog verloren was en dat het op dat moment voor Duitsland noodzaak was de Westwall te verdedigen. "Van nu af aan moet ook de Duitse industrie beseffen dat de oorlog niet gewonnen kan worden en dat zij stappen moet ondernemen ter voorbereiding van een naoorlogse commerciële campagne. Elke industrieel moet contacten en allianties aangaan met buitenlandse bedrijven, maar dit moet individueel gebeuren en zonder enige argwaan te wekken."

### Aanwezigen
| Persoon                               | Vertegenwoordigd bedrijf                 |
| ------------------------------------- | ---------------------------------------- |
| Dr. Kaspar                            | Friedrich Krupp AG                       |
| Dr. Tolle                             | Röchling SE & Co. KG                     |
| Dr. Sinderen                          | Messerschmitt AG                         |
| Drs. Kopp, Vier and Beerwanger        | Rheinmetall                              |
| Kapitein Haberkorn en Dr. Ruhe        | Bussing                                  |
| Drs. Ellenmayer en Kardos             | Volkswagen                               |
| Ingenieurs Drose, Yanchew en Koppshem | Diverse industrieën in bezet Polen       |
| Kapitein Dornbuach                    | Industrie inspectie (in bezet Polen)     |
| Persoon                               | Vertegenwoordigde militaire eenheid      |
| SS-Gruppenführer Dr. Scheid           | Schutzstaffel (SS)                       |
| Dr. Meyer (vertegenwoordiger)         | Kriegsmarine in Frankrijk                |
| Dr. Strossner                         | Ministerie van Bewapening (in Frankrijk) |

## Inhoud
Tijdens de hoofd-bijeenkomst werd gesteld dat de oorlog verloren was, daarom moesten bedrijven voorbereidingen treffen om na de oorlog te werken aan een 'come back' van het derde rijk. Bovendien zou op financieel vlak de basis moeten worden gelegd om na de oorlog aanzienlijke bedragen uit het buitenland te kunnen lenen.
Na deze hoofd-bijeenkomst werd een kleinere bijeenkomst geleid door Dr. Bosse van het Duitse Ministerie van Bewapening en alleen bijgewoond door vertegenwoordigers van Hecho, Krupp en Rochling. Tijdens deze tweede bijeenkomst werd gesteld dat de nazi-partij de industriëlen had geïnformeerd dat de oorlog praktisch verloren was, maar dat deze zou doorgaan totdat een garantie voor de eenheid van Duitsland kon worden verkregen. Duitse industriëlen moeten, zo werd gezegd, door hun export de kracht van Duitsland vergroten. Ze moeten zich ook voorbereiden om de nazi-partij te financieren die gedwongen zou worden ondergronds te gaan als Maquis. Van nu af aan zou de regering grote sommen toekennen aan industriëlen, zodat elk een veilige naoorlogse stichting in het buitenland zou kunnen stichten. Bestaande financiële reserves in het buitenland moeten ter beschikking van de partij worden gesteld, zodat na de nederlaag een sterk Duits rijk kan ontstaan. Het is ook onmiddellijk vereist dat de grote fabrieken in Duitsland kleine technische bureaus of onderzoeksbureaus oprichten die absoluut onafhankelijk zijn en geen bekende band met de fabriek hebben. Deze bureaus krijgen plannen en tekeningen van nieuwe wapens en documenten die ze nodig hebben om hun onderzoek voort te zetten en die niet in handen van de vijand mogen vallen. Deze kantoren zullen worden gevestigd in grote steden waar ze het meest succesvol kunnen worden verborgen, evenals in kleine dorpjes in de buurt van bronnen van hydro-elektrische energie, waar ze kunnen doen alsof ze de ontwikkeling van waterbronnen bestuderen. Het bestaan hiervan is slechts bekend bij zeer weinig mensen in elke bedrijfstak en bij de leiders van de nazi-partij. Elk bureau heeft een verbindingsagent met de partij.
Na de nederlaag van Duitsland erkent de nazi-partij dat bepaalde van haar bekendste leiders als oorlogsmisdadigers zullen worden veroordeeld. In samenwerking met de industriëlen treft het echter regelingen om zijn minder opvallende maar belangrijkste leden in functies bij verschillende Duitse fabrieken te plaatsen als technische experts of leden van zijn onderzoeks- en ontwerpbureaus.

### Uitgekomen onderdelen
Het laatste onderdeel van het plan waarin wordt gesuggereerd dat bekende leiders van de Nazipartij terecht worden gesteld en de onopvallende belangrijken niet, is uitgekomen. Verscheidene kopstukken van de Duitse industrie kwamen er met gevangenisstraffen vanaf die ze niet uitzaten, maar werden vervroegd vrijgelaten. Bijvoorbeeld Friedrich Flick, hij kwam er met een gevangenisstraf van zeven jaar vanaf waarvan hij twee jaar heeft uitgezeten. Gustav Krupp is nooit terecht gesteld vanwege zijn gezondheid. Tijdens het IG Farben proces werden er tien mannen vrijgesproken en dertien anderen kregen een celstraf waarvan twaalf veroordeelden na twee jaar weer werden vrijgelaten.
Bijna alle bedrijven die de bijeenkomst hebben bijgewoond hebben na de oorlog een gigantische wederopbouw meegemaakt en zijn nu één van de rijkste bedrijven van Europa.

## Theorieën
Dit rapport wordt parallel geplaatst met de oprichting van de Europese Unie om een verband te benadrukken tussen haar en een mogelijk Vierde Rijk, gepland door bepaalde nazi-besluitvormers tijdens de Tweede Wereldoorlog. Door de oprichting van de voorloper van de EU, de Europese Gemeenschap voor Kolen en Staal, boekten Duitse bedrijven winst na de oorlog. Mede door de hedendaagse macht van de EU, en de successen van de bovengenoemde bedrijven, hangen sommige mensen deze theorieën aan.

## Naslagwerken
- Adam, journalist LeBor, Ammerins Moss-de Boer, Joke van Dijk-Jonkhoff (2010). Het Boedapest Protocol: Zijn de nazi's in de Tweede Wereldoorlog wel echt verslagen?. BBNC Uitgevers, Rotterdam. ISBN 978-90-453-1119-7.
- Volledige inhoud van het Red House Report: (en) Kristan says, The RED HOUSE REPORT 07-Nov-1944. G.L-W.: Documents, Treaties, Acts & Essays (27 november 1944). Geraadpleegd op 3 oktober 2022.